# Climax Lawrence
Climax Lawrence (ur. 16 stycznia 1979 w Margao) – indyjski piłkarz, grający na pozycji pomocnika w klubie Atlético de Kolkata.

## Kariera klubowa
Climax Lawrence rozpoczął swoją karierę w Vasco Goa w 1998 roku. W 1999 został zawodnikiem klubu Salgaocar Goa. Z Salgaocar zdobył mistrzostwo National Football League w 1999.
W latach 2004–2005 występował w Kingfisher East Bengal Club, z którym zdobył mistrzostwo Indii w 2004 roku. W 2005 przeszedł do klubu Dempo Goa. Z Dempo trzykrotnie zdobył mistrzostwo Indii w 2007, 2008 i 2010.

## Kariera reprezentacyjna
W reprezentacji Indii Lawrence zadebiutował w 2002 roku. W 2004 uczestniczył w eliminacjach Mistrzostw Świata 2006. W 2007 uczestniczył w eliminacjach Mistrzostw Świata 2010.
W 2008 Lawrence wygrał z reprezentacją AFC Challenge Cup, co oznaczało wywalczenie awansu do Pucharu Azji, po 27-letniej przerwie. Lawrence znalazł się w kadrze na ten turniej. Dotychczas rozegrał w reprezentacji 51 spotkań i strzelił 2 bramki.